# 7291 Hyakutake
A 7291 Hyakutake (ideiglenes jelöléssel 1991 XC1) a Naprendszer kisbolygóövében található aszteroida. S. Otomo fedezte fel 1991. december 13-án.